# Tarbha
Tarbha là một thị xã và là nơi đặt ủy ban khu vực quy hoạch (notified area committee) của quận Sonapur thuộc bang Orissa, Ấn Độ.

## Nhân khẩu
Theo điều tra dân số năm 2001 của Ấn Độ, Tarbha có dân số 7993 người. Phái nam chiếm 51% tổng số dân và phái nữ chiếm 49%. Tarbha có tỷ lệ 68% biết đọc biết viết, cao hơn tỷ lệ trung bình toàn quốc là 59,5%: tỷ lệ cho phái nam là 78%, và tỷ lệ cho phái nữ là 58%. Tại Tarbha, 12% dân số nhỏ hơn 6 tuổi.